# Ludwig Janus
Ludwig Janus (* 21. August 1939) ist ein deutscher Psychotherapeut und Psychoanalytiker mit dem Schwerpunkt pränatale und perinatale Psychologie und Medizin.

## Leben
Ludwig Janus studierte Psychologie und Medizin in München, Essen und Göttingen und schloss das Medizinstudium mit der Promotion ab. Die psychoanalytische Weiterbildung erfolgte in Göttingen und Heidelberg. Seit 1975 ist Janus als psychoanalytischer Psychotherapeut in eigener Praxis tätig, bis 2012 in Heidelberg und seitdem in Dossenheim bei Heidelberg.

## Werk
Janus geht davon aus,  dass vorgeburtliche und geburtliche Belastungen Langzeitwirkungen auf die psychische Entwicklung haben können. Psychotherapeutische Behandlungen werden von ihm als Bearbeitung dieser Zusammenhänge angesehen. Janus beschrieb hierzu eine reiche wissenschaftliche Tradition innerhalb der Psychoanalyse in seinem Buch Die Psychoanalyse der vorgeburtlichen Lebenszeit und der Geburt (1989). Darin machte er ausgiebige theoretische Anleihen bei den pränatalpsychologischen Theorien von Lloyd deMause, der seinerseits pränatalpsychologische Aspekte in den Theorien etwa von Sigmund Freud, Otto Rank, Melanie Klein und Donald Winnicott rekonstruiert hatte.
Janus war von 1995 bis 2005 Präsident der Internationalen Gesellschaft für Prä- und Perinatale Psychologie und Medizin (ISPPM). Von 1989 bis 2005 organisierte er die jährlichen Arbeitstagungen dieser Gesellschaft sowie die im Abstand von drei Jahren stattfindenden internationalen Kongresse.
Die Verbindung von Psychologie und Geschichte gehört zu den wichtigsten Forschungsfeldern von Janus. Er gehörte 1992 zu den Gründern der Deutschen Gesellschaft für Psychohistorische Forschung, die 2008 in Gesellschaft für Psychohistorie und Politische Psychologie e.V. mit Sitz in Heidelberg umbenannt wurde. Er setzt sich für das Recht der Frau auf selbstbestimmte Schwangerschaft und Geburt, Förderung der vorgeburtlichen Beziehung durch Kommunikation von Mutter und Kind und der nachgeburtlichen Beziehung durch Förderung der Nähe von Mutter und Kind ein.
Janus gilt als einer der wichtigsten Vertreter der modernen Prä- und Perinatalpsychologie in Deutschland. Er hat dazu 26 Bücher als Alleinautor oder Herausgeber und zahlreiche Einzelpublikationen in Fachzeitschriften und Büchern veröffentlicht.

## Schriften (Auswahl)

### Monographien
- Die Psychoanalyse der vorgeburtlichen Lebenszeit und der Geburt. Psychosozial, Gießen 2000 (1. Aufl. 1989).
- Wie die Seele entsteht – unser psychisches Leben vor und nach der Geburt. Mattes, Heidelberg 2011 (1. Aufl. 1991).
- Der Seelenraum des Ungeborenen. Patmos, Düsseldorf 2000 (1. Aufl. 1991).
- Menschheitsgeschichte als psychologischer Entwicklungsprozess. Mattes, Heidelberg, 2008.
- Geburt. Psychosozial, Gießen 2015.
- Homo foetalis et sapiens: das Wechselspiel des fötalen Erlebens mit den Primateninstinkten und dem Verstand als Wesenskern des Menschen. Mattes, Heidelberg. 2018
- Vom Kosmos zur Erde – vom Mythos zur Psychologie. Die Geschichte der Philosophie als Widerspiegelung der Evolution der Mentalitäten  und Lebensbezüge. Mattes, Heidelberg 2018.

### Herausgeberschaften
- Seelisches Erleben vor und während der Geburt. LinguaMed, Neu-Isenburg 1997 (hrsg. mit S. Haibach)
- Drum hab ich kein Gesicht – Kinder aus ungewollten Schwangerschaften. Echter, Würzburg 2000 (hrsg. mit Helga Levend).
- Kunstanalyse: Ästhetische Erfahrung und frühe Lebenszeit, Mattes, Heidelberg 2003 (hrsg. mit Klaus Evertz)
- Pränatale Psychologie und Psychotherapie. Mattes, Heidelberg 2004.
- Kunst als kulturelles Bewusstsein vorgeburtlicher und geburtlicher Erinnerungen. Mattes, Heidelberg 2008 (hrsg. mit Klaus Evertz).
- Briefe des Ostgotenkönigs: Theoderich der Große. Mattes, Heidelberg 2010
- Bindung beginnt vor der Geburt. Mattes, Heidelberg 2011 (hrsg. mit Helga Levend).
- Die Pränatale Dimension in der Psychotherapie. Mattes, Heidelberg 2013.
- Lehrbuch der Pränatalen Psychologie. Mattes, Heidelberg 2014 (hrsg. mit Klaus Evertz, Rupert Linder).
- Prenatal Psychology 100 Years: A Journey in Decoding How Our Prenatal Experience Shapes Wo We Become. The International Journal of Prenatal & Life Sciences, Athens 2018 (hrsg. mit T.R. Verny, A. Janov).
- Mitherausgeber zahlreicher Bände vom Jahrbuch für psychohistorische Forschung. Mattes, Heidelberg. 2000 ff.